# Бабушкін (Бурятія)
Ба́бушкін — місто в Кабанському районі Бурятії, за 150 км на захід від Улан-Уде, на південному березі озера Байкал.
Населення 4,2 тис. чол. (2024).
З 1902 по 1941 місто називалося Мисовськ, в 1941 перейменований в Бабушкін в честь революціонера Івана Бабушкіна.
Залізнична станція Мисова на Транссибірській магістралі. Ліспромгосп.

## Демографія
| Рік  | Населення |
| ---- | --------- |
| 1959 | 8,2       |
| 1970 | 7,9       |
| 1989 | 7,3       |
| 2002 | 5,0       |
| 2010 | 5,0       |